# Tiamastus deflatus
Tiamastus deflatus är en loppart som beskrevs av Smit 1987. Tiamastus deflatus ingår i släktet Tiamastus och familjen Rhopalopsyllidae. Inga underarter finns listade i Catalogue of Life.